# Aéroport de Chisasibi
L'aéroport de Chisasibi est un aéroport situé au Québec, au Canada.

## Compagnies et destinations
| Compagnies  | Destinations                                                                            |
| ----------- | --------------------------------------------------------------------------------------- |
| Air Creebec | Eastmain River, Kuujjuarapik, Montréal (P.-E.-Trudeau), Val-d'Or, Waskaganish, Wemindji |

Édité le 15/05/2025